# Сердюк Валентин Вікторович
Валентин Вікторович Сердюк (нар. 9 липня 1942) — український вчений, професор кафедри травматології та ортопедії Одеського національного медичного університету. Доктор медичних наук. Заслужений винахідник України.

## Життєпис

### Освіта
У 1966 році, після закінчення Одеського медичного інституту (тепер ОНМедУ), отримав диплом лікаря «з відзнакою». У 1975 році захистив кандидатську дисертацію, а у 1986 році — докторську дисертацію.

### Кар'єра
- 1966–1970 — загальний хірург;
- 1971–1974  — аспірант кафедри травматології та ортопедії Одеського медичного інституту;
- 1974–1987 — асистент тієї ж кафедри;
- 1987–1990 — доцент тієї ж кафедри;
- 1990 і до цього часу  — професор кафедри травматології та ортопедії ОНМедУ.

## Наукова діяльність та винаходи
Професор Валентин Сердюк розробив нові медичні інструменти, методи лікування, апарати, на які отримав 40 патентів та 72 свідоцтва на раціоналізаторські пропозиції. Він є автором нового напряму у хірургічному лікуванні хворих з пошкодженнями великих суглобів, які ускладнились розвитком гнійної хірургії (магнітно-акустична терапія). У 1982 році отримав почесне звання «Заслуженого винахідника Української РСР». За період з 1987 до 1989 рр. був нагороджений одною золотою, двома срібними, та двома бронзовими медалями ВДНХ СРСР. У 1993 році був обраний академіком Української академії оригінальних ідей.
Фундаментальні роботи В.Сердюка у вертебрології, присвячені сколіозу призвели до відкриття механізму його розвитку та розробки методу консервативного високоефективного лікування дітей малого віку та підлітків. Ефективність лікування вогнепальних поранень кінцівок із гнійними ускладненнями, а також трофічних виразок, у тому числі діабетичного походження, значно підвищується завдяки застосуванню магнітотерапії оригінальними апаратами.
У 1995 році отримав диплом на наукове відкриття у вертебрології № НВ 1, виданий Українською міжнародною академією оригінальних ідей. Назва відкриття: «Залежність виникнення хвороб дорослої людини від деформації хребта у дитячому віці». У 2008 році отримав другий диплом на наукове відкриття у вертебрології № НВ 5. Назва відкриття: «Закономірність формування сколіотичної деформації хребта на основі нестабільності в усіх його відділах, пов'язаної з асиметричною функцією півкуль мозку».

## Публікації
Професор В. В. Сердюк є автором та співавтором 248 публікацій, серед них 7 книг:
- «Відновна хірургія деструктивних форм кістково-суглобового туберкульозу і остеомієліту та їх наслідків», Київ, 2002. −504 с. (співавтор).
- «Магнитотерапия. Прошлое. Настоящее. Будущее» (справочное пособие), Киев, 2004, −536 с.
- «Травматология и ортопедия» (учебное пособие для студентов), 2004, — 288 с. (у співавторстві).
- «Современная магнитотерапия (новые технологии и аппараты)», Пермь, 2005.- 179 с. (у співавторстві)
- «Traumatology and orthopedics» (guidance to the practical studies for students), Odessa, 2006. — 248 p. (as coauthor).
- «Асимметрия тела. Сколиоз. Спинальный болевой синдром. Новый взгляд на старую проблему». Донецк, 2010. — 392 с.
- «Scoliosis and spinal pain syndrome. New understanding of their origin and ways of successful treatment», Delhi, India, 2014. — 406 p.

Статті:
- Сердюк В. В. Сухин Ю. В. О природе возникновения различных заболеваний человека и их связи с деформациями позвоночника / В. В. Сухин Ю. В. Сердюк // Науковий вісник Міжнародного гуманітарного університету. Сер. : Медицина. Фармація. — 2012. — Вип. 3. — С. 4-10.
- Сердюк В. В. О закономерности формирования сколиотической деформации позвоночника / В. В. Сердюк, Ю. Н. Свинарев // Науковий вісник Міжнародного гуманітарного університету. Сер. : Медицина. Фармація. — 2011. — Вип. 2. — С. 38-56.

## Участь у професіональних спілках
- Проф. В. В. Сердюк є дійсним членом Всесвітньої асоціації травматологів та ортопедів (SICOT).
- Участь у конгресах SICOT (Лондон—2011; Прага—2011; Об'єднані Арабські Емірати—-2012; Індія — 2013; Бразилія — 2014).